# Kouřová clona
Kouřová clona je prostředek používaný armádami pro zastření polohy a pohybu vlastních jednotek či pro dezorientaci nepřítele.

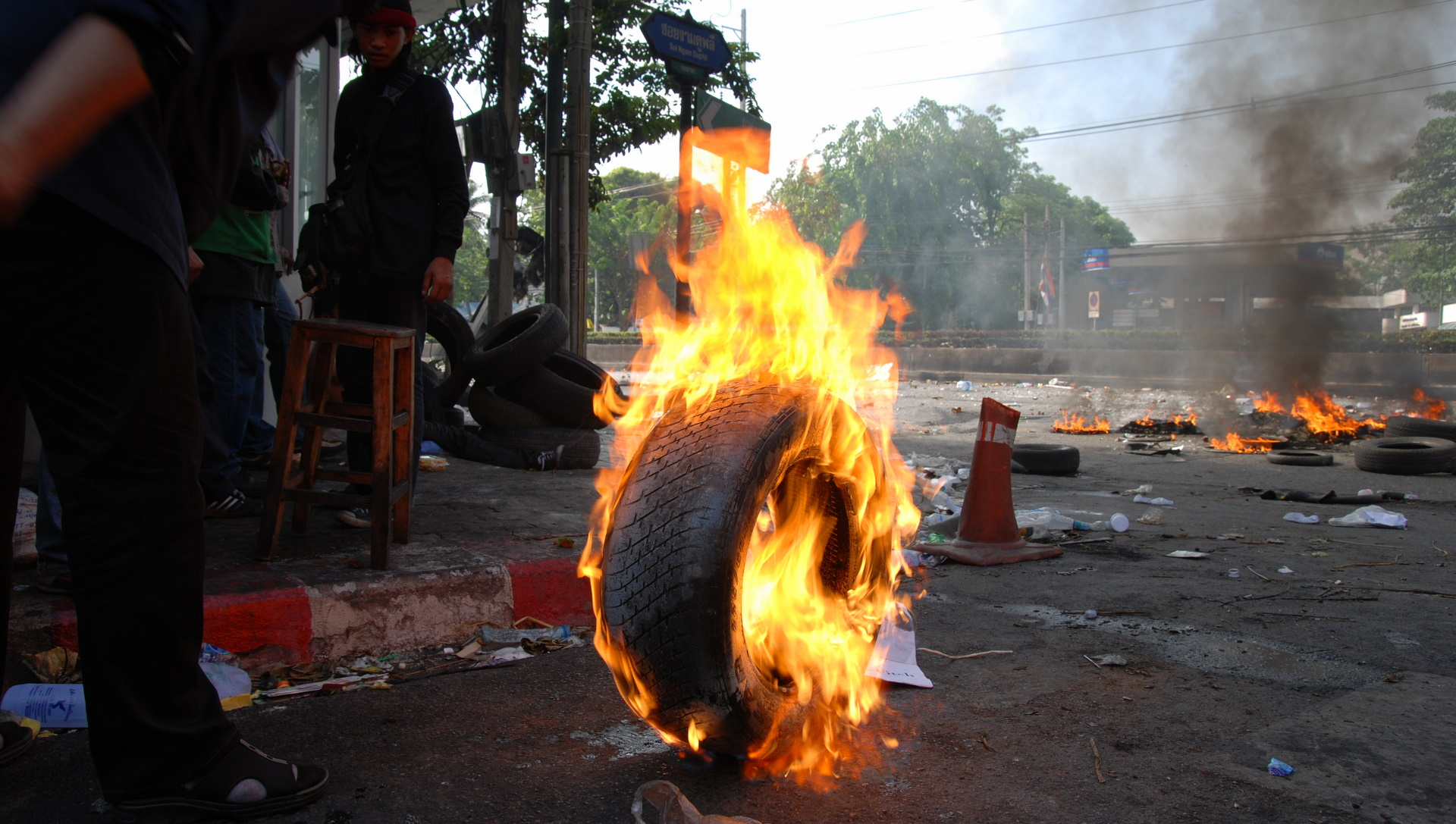
Pouliční způsob výroby kouřové clony: Pneumatika je naplněna benzínem, ten je zapálen a pak se kopnutím dosáhne odkutálení pneumatiky do cílového prostoru (15. května 2010, ulice Rama 4, Bangkok)

Kouřovou clonu užívaly už starověké armády. Vznikala zapálením materiálů, vyvíjejících velké množství dýmu. Moderní armády jsou vybaveny speciálními vyvíječi dýmu a kouřovými granáty (dýmovnice).
V přeneseném významu se pojem kouřová clona používá i pro způsob projevu, jednání či chování, které má něco zastřít.